# Solanum merrillianum
Solanum merrillianum är en potatisväxtart som beskrevs av Tcheng Ngo Liou. Solanum merrillianum ingår i släktet skattor som ingår i familjen potatisväxter. Inga underarter finns listade i Catalogue of Life.